# Molinia caerulea
La gramigna altissima (Molinia caerulea ( (L.) Moench, 1794) è una pianta erbacea della famiglia delle Poaceae (o Graminacee).

## Descrizione

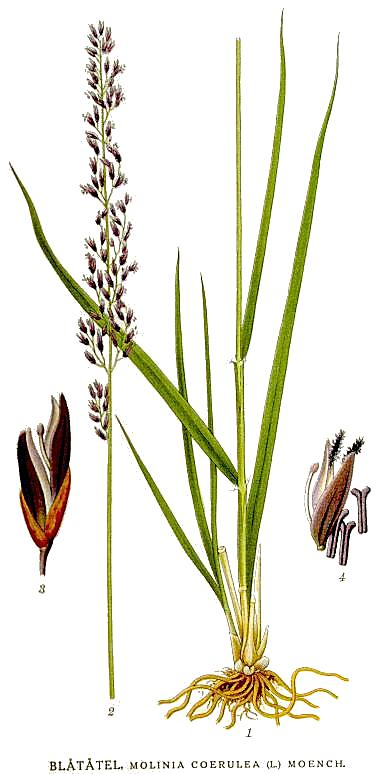
La pianta con in dettaglio il panicolo e le spighette

Molinia caerulea è una pianta erbacea perenne che forma cespi con molti steli strettamente addossati tra loro; questi sono in genere alti circa 90 cm, ma possono raggiungere altezze maggiori, ad esempio quando la pianta cresce al riparo di cespugli delle ginestra spinosa o dell'erica.  Le sue foglie sono verdi, lisce e si restringono verso la punta. Sono piuttosto lunghe, a volte si presentano lievemente pelose nella parte distale. Le sue ligule sono formate da un anello peloso, come in Danthonia decumbens, un'altra specie tipica di lande e brughiere. Le spighette, di colore quasi purpureo, rappresentano una delle caratteristiche che permettono di identificare facilmente la specie. Il panicolo nel suo complesso è lungo circa 15 cm. Molinia caerulea fiorisce in genere tra luglio e settembre, più tardi di molte altre specie. D'inverno la parte aerea della pianta secca, mentre le numerose gemme poste a livello del terreno sopravvivono e germogliano poi con la fine dell'inverno.

## Distribuzione e habitat

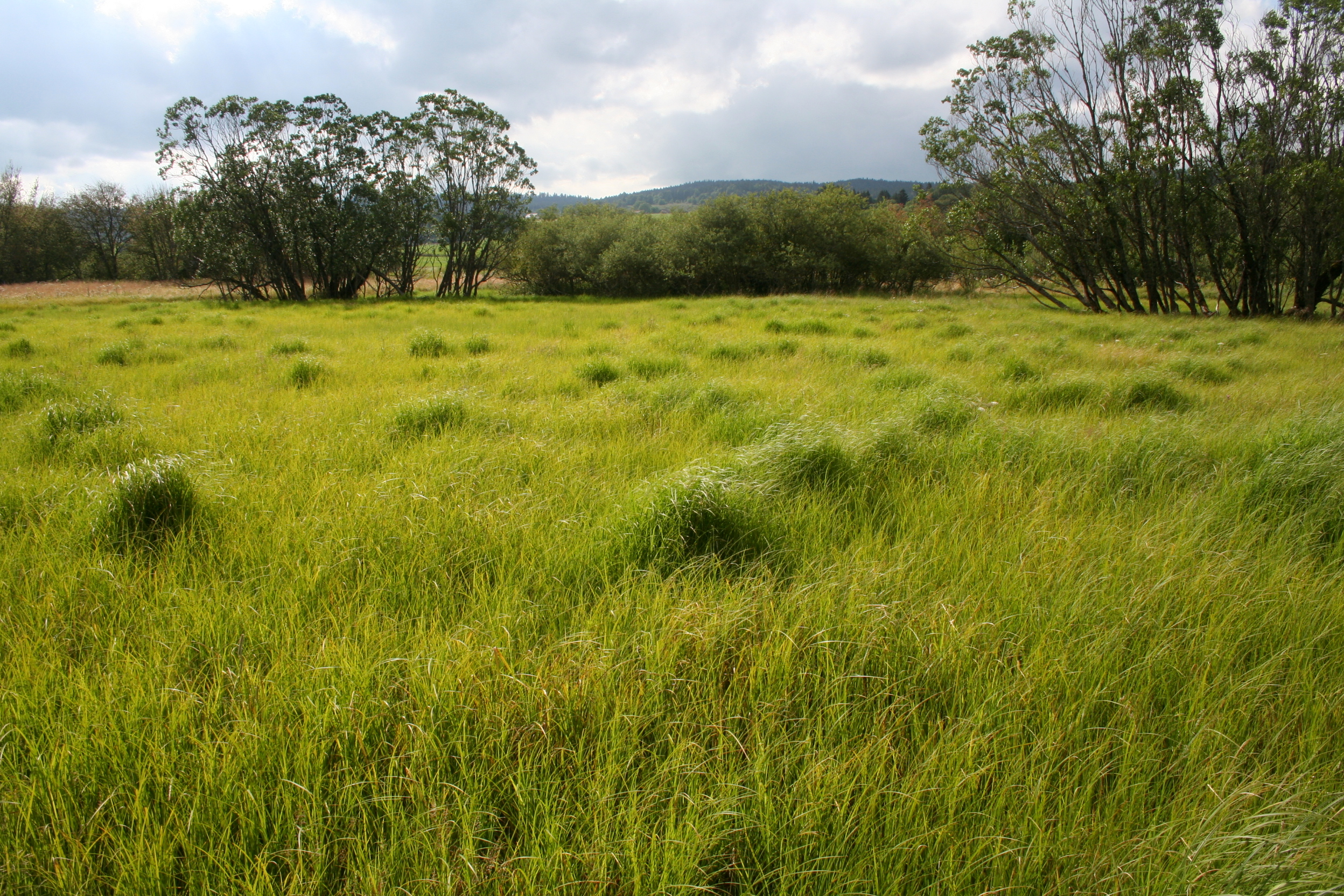
Prato a Molinia caerulea (Lac de Remoray, Francia)

La specie ha un vasto areale ed è oggi diffusa nelle zone fredde e temperato-fredde di Europa, Asia, America settentrionale e Africa del nord. Le popolazioni nordamericane sono state introdotte in tempi relativamente recenti.
È una delle piante tipiche delle lande e della brughiera. In Italia si può trovare dal livello del mare fino al piano alpino, in particolare nella parte centro-settentrionale del paese.

## Ecologia

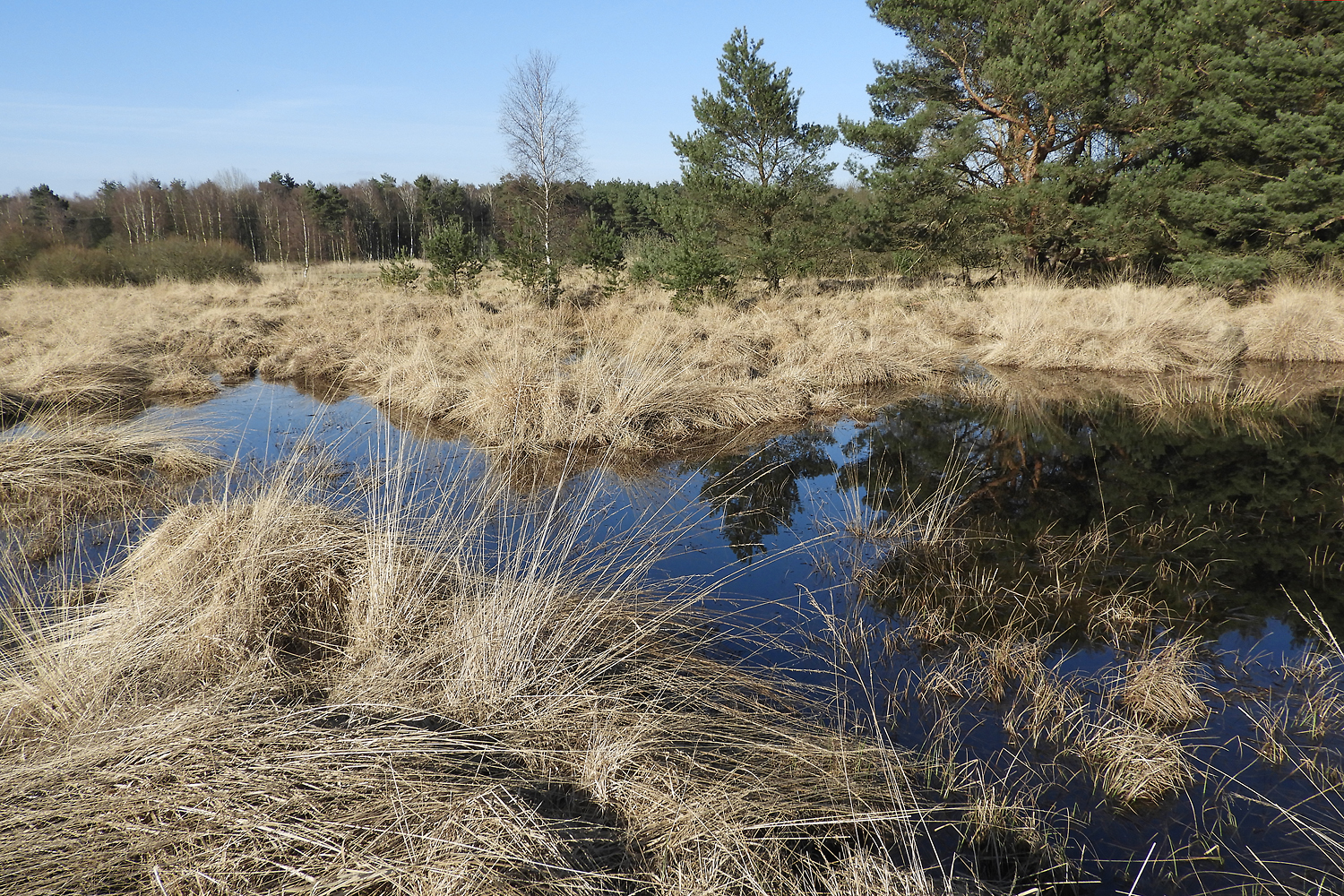
Una zona umida in Bassa Sassonia con Molinia caerulea secca a inizio primavera

Grazie ai cespi compatti che forma la specie riesce a riprendersi bene dopo gli incendi che interessano le brughiere. 
Come varie altre erbe cresce meglio in terreni acidi; per la specie le condizioni ottimali di pH sono tra 3,5 e 5, ma può vegetare anche in condizioni più estreme, a volte anche con suoli con valori di ph prossimi al 2. Viene utilizzata come cibo dai bruchi di alcuni lepidotteri tra i quali, per esempio, Carterocephalus palaemon. La segale cornuta (Claviceps purpurea) cresce nei semi di Molinia caerulea. L'habitat denominato Purple moor grass and rush pasture, a causa della sua rarità, è tutelato nel Regno Unito dal Biodiversity Action Plan (Piano di azione per la biodiversità).

## Coltivazione
Alcune varietà della pianta vengono utilizzate nei giardini, dove è apprezzato il colore dorato che assumono con l'arrivo dell'autunno; non essendo sempreverdi vanno però tagliate durante l'inverno. Tra le varie cultivar che sono state selezionate nel tempo si possono ricordare le tre seguenti, che hanno guadagnato il Royal Horticultural Society's Award of Garden Merit:
- M. caerulea subsp. arundinacea 'Windspiel'[11],
- M. caerulea subsp. caerulea 'Moorhexe'[12],
- M. caerulea subsp. caerulea 'Variegata'[13].